# Dans på rosor (musikalbum)
Dans på rosor är ett tributalbum av Anne-Lie Rydé, släppt 8 september 2010, där hon tolkar dansbandslåtar.  

## Låtlista
1. Hallå
2. Du har gjort min gråa värld till guld igen (When My Blue Moon Turns to Gold Again)
3. Gråt inga tårar
4. Du ska tro på mig
5. Två mörka ögon
6. Nyanser
7. Du gav bara löften
8. Höga berg, djupa hav
9. 10 000 röda rosor
10. Inget stoppar oss nu
11. Och du tände stjärnorna
12. Små, små ord

## Medverkande
- Anne-Lie Rydé - sång, synt
- Peter Asplund - trumpet
- Staffan Astner - gitarr
- Magnus Döleud - saxofon
- Peter Fredriksson - trombon
- Christer Jansson - trummor
- Magnus Lindgren - saxofon
- Kingen Karlsson - piano
- Dan Sundquist - bas, gitarr, dragspel, piano, mandolin, producent

## Listplaceringar
| Lista (2010) | Topplacering |
| ------------ | ------------ |
| Sverige      | 9            |

### Fotnoter
1. ↑  ”Svensk mediedatabas”. Arkiverad från originalet den 11 november 2013. https://web.archive.org/web/20131111200754/http://smdb.kb.se/catalog/id/002664472. Läst 27 april 2011.
2. ↑  Listplacering